# Чжуанхе
Чжуанхе (кит. спр. 庄河市, піньїнь: Zhuānghé Shì) — місто-повіт на півдні провінції Ляонін.

## Географія
Чжуанхе лежить на березі Західнокорейської затоки Жовтого моря.

### Клімат
Місто знаходиться у зоні, котра характеризується вологим континентальним кліматом зі спекотним літом. Найтепліший місяць — серпень із середньою температурою 23.9 °C (75 °F). Найхолодніший місяць — січень, із середньою температурою -7.4 °С (18.7 °F).
| Клімат Чжуанхе          | Клімат Чжуанхе | Клімат Чжуанхе | Клімат Чжуанхе | Клімат Чжуанхе | Клімат Чжуанхе | Клімат Чжуанхе | Клімат Чжуанхе | Клімат Чжуанхе | Клімат Чжуанхе | Клімат Чжуанхе | Клімат Чжуанхе | Клімат Чжуанхе | Клімат Чжуанхе |
| Показник                | Січ.           | Лют.           | Бер.           | Квіт.          | Трав.          | Черв.          | Лип.           | Серп.          | Вер.           | Жовт.          | Лист.          | Груд.          | Рік            |
| Середня температура, °C | −7,4           | −4,8           | 1,9            | 9,6            | 16             | 20,4           | 23,8           | 23,9           | 18,8           | 11,8           | 3,5            | −4,1           | 9,5            |
| Норма опадів, мм        | 9              | 9              | 14.5           | 41.7           | 52.5           | 80.3           | 217.3          | 182.9          | 76.7           | 42.3           | 24.4           | 11.4           | 762            |
| Днів з опадами          | 3,8            | 3,8            | 4,6            | 7,3            | 8,5            | 11,5           | 15,6           | 12,6           | 8,2            | 7,4            | 6,3            | 4,1            | 93,7           |
| Вологість повітря, %    | 61.7           | 59.6           | 56.8           | 56.6           | 59.9           | 70.9           | 81.9           | 80.2           | 70.1           | 65.4           | 63.8           | 62.3           | 65.8           |
| ----------------------- | -------------- | -------------- | -------------- | -------------- | -------------- | -------------- | -------------- | -------------- | -------------- | -------------- | -------------- | -------------- | -------------- |
| Джерело: Weatherbase    |                |                |                |                |                |                |                |                |                |                |                |                |                |